# 이영식 (희극인)
이영식(1982년 1월 19일 ~ )은 대한민국의 희극 배우 및 MC이다.

## 방송 활동
- 눈으로 말해요
- E! NEWS KOREA
- 와이드 연예뉴스
- 웃찾사 (SBS)
- 컬투의 베란다쇼 (MBC)
- 스트리트 퀴즈 몰카 현찰 퍽치기